# ГПМ-72
ГПМ-72 — бронированная гусеничная пожарная машина украинского производства, построенная на базе основного боевого танка Т-72.

## История
Бронированная пожарная машина ГПМ-72 была разработана в инициативном порядке за счёт собственных средств ЛБТЗ.
Макет ГПМ-72 был впервые представлен на проходившей 23 - 26 мая 2014 года в Астане выставке вооружений «KADEX-2014» и предложен на экспорт.
24 - 27 сентября 2014 года ГПМ-72 была впервые представлена на проходившей в Киеве оружейной выставке «Зброя та безпека-2014». Как сообщил в интервью инженер-технолог завода Н. Вовчко, бронемашина оснащена импортными компонентами (насосом FPN Ziegler-6000–2H и радиостанцией MOTOROLA GM-360). Доработка демонстрационного образца и создание комплекта конструкторской документации были завершены к 2017 году.
В начале апреля 2017 года завод завершил ведомственные испытания ГПМ-72, после чего бронемашина была предложена министерству обороны Украины в качестве специальной техники для оснащения вооружённых сил Украины.
В мае 2018 года министерство обороны Украины официально разрешило эксплуатацию ГПМ-72 в вооружённых силах Украины.

## Описание
Машина предназначена для тушения пожаров различных классов при помощи воды и воздушно-механической пены, расчистки проходов к очагам пожара, а также транспортировки к месту пожара пожарных команд, пожарно-технического оборудования и проведения аварийно-спасательных работ.
Бронированный корпус обеспечивает защиту экипажа и позволяет использовать машину в сложных условиях - для тушения лесных пожаров, пожаров на нефтяных скважинах, складах боеприпасов, взрывчатых и горюче-смазочных веществ.
В ходе переоборудования, танковая башня снимается, на крыше корпуса устанавливается резервуар с водой ёмкостью 20 м³. Также, машина оснащена бульдозерным оборудованием ТБС-86, водомётом FPN Ziegler-6000-2H с лафетным стволом модели ММЕ-100 и механизмом дистанционного управления (ёмкость бака для пенообразователя составляет 2 м³), генератором пены ГПС-600, гидроэлеватором Г-600, трёхколенной выдвижной лестницей и фильтровентиляционной установкой.
Внутри корпуса находится свободный отсек на 5-6 человек, который может быть использован для эвакуации пострадавших или доставки пожарной команды на место пожара.
На крыше ГПМ-72 установлены громкоговоритель и проблесковые маячки.
Средства связи включают радиостанцию MOTOROLA GM-360 и переговорное устройство ТПУ-174.

## Страны-эксплуатанты
- Украина - в конце сентября 2017 года завод передал танк ГПМ-72 для тушения пожара на складе боеприпасов в Калиновке Винницкой области[8]